# X5 Retail Group
Az X5 Retail Group Oroszország piacvezető kiskereskedelmi lánca, amely a Pjatyorocska diszkontáruház-láncot, a Perekrjosztok szupermarket-láncot, valamint a Karuszel hipermarket-láncot birtokolja. 2006-ban hozta létre egy befektetői csoport a Perekrjosztok és a Pjatyorocska láncokat birtokló cégek felvásárlása, majd egyesítése nyomán. Vezérigazgatója Lev Haszisz. A vállalat forgalma 2006-ban 3,55 milliárd USD, adózás utáni nyeresége 989,5 millió USD volt. Több mint 600 szupermarketet és számos hipermarketet üzemeltetnek. Oroszországon kívül egy-egy hipermarketük van Ukrajnában és Kazahsztánban.

## Tulajdonosi szerkezet
A részvénytársaságban legnagyobb tulajdonhányaddal, 47,8%-kal az Alfa-csoport társtulajdonosai rendelkeznek. Mihail Fridman 21,9%-nyi részvényt birtokol, a többit German Han és Alekszej Kuzmicsev között oszlik meg. További 6,2%-kon osztoznak az Alfa-csoport vezető menedzserei: Lev haszisz 1,8%-ot, Alekszandr Koszjanyenko 3,4%-ot, Alekszej Reznyikovics 1%-ot birtokol. Összességében 21,2%-kal részesednek a Pjatyorocska diszkontáruház-lánc alapítói: Andrej Rogacsev 11,14%-ot, Alkekszej Gidri 9,33%-ot, Tatyana Franusz 0,59%-ot, Igor Vigyajev pedig 0,17%-ot birtokol. A vállalat részvényeinek 24,8%-ka a Londoni Értéktőzsdén szabadforgalomban van.
A vállalat részvényeinek egy részét a befektetők el szeretnék adni, amire a francia Carrefour, az amerikai Wal-Mart és a brit Tesco jelentkezett.

## Áruház-láncok

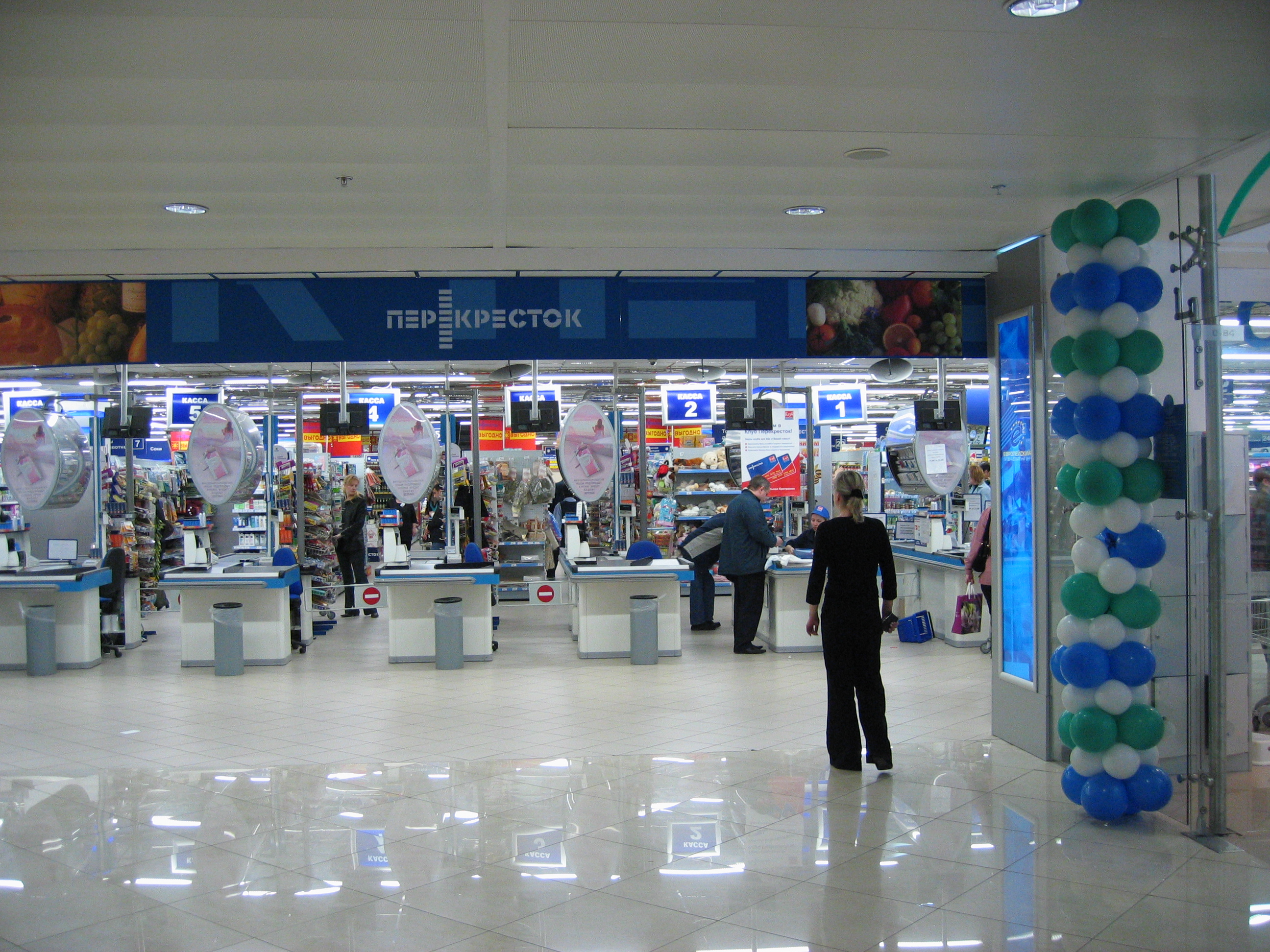
Perekrjosztok szupermarket Moszkvában

### Perekrjosztok
A szupermarket-láncot 1995-ben alapították, majd 2006 májusában az áruház láncot tulajdonló Perekrestok Holding Limited céget befektetők felvásárolták és egyesítették a Pjatyorocska diszkontáruház-láncot birtokló Pyaterochka N. V. céggel és az X5 Retail Group ellenőrzése alá került. 2006. novemberi állapot szerint Oroszország 14 régiójában 141 saját üzlettel rendelkezik, további 10-t pedig franchise-rendszerben működtet. 2005-ben megvásárolták az ukrajnai SPAR-láncot. 2005-ben 1,185 milliárd USD volt a forgalma.

### Pjatyorocska
A diszkontáruház-láncot 1999 januárjában alapították. Tulajdonosa a Pyaterochka Holding N. V. cég volt, amelyet 2006 májusában befektetők felvásároltak és egyesítették a Perekrjosztok szupermarket-láncot birtokló Perekrestok Holdings Limited céggel. 2006. szeptemberi állapot szerint a hálózathoz 959 diszkontáruház tartozik. Ezek közül a nagyobb városokban 420 db a cég saját tulajdonában volt, a vidéki régiókban, valamint Kazahsztánban és Ukrajnában lévő 539 áruház franchise-rendszerben üzemelt. 2005-ös forgalma 2,084 milliárd USD, adózás előtti nyeresége 1,359 milliárd USD volt.

### Karuszel
A hipermarket-lánc első tagját 2004-ben nyitották meg Szentpéterváron, majd 2006-ban további 13 áruház nyílt meg. Az X5 terveiben Oroszország-szerte összesen 150 hipermarket megnyitása szerepel.

## Külső hivatkozások
- Az X5 honlapja Archiválva 2016. április 3-i dátummal a Wayback Machine-ben (oroszul) (angolul)
- A Perekrjosztok honlapja (oroszul)
- A Pjatyorocska honlapja Archiválva 2021. június 25-i dátummal a Wayback Machine-ben (oroszul)
- A Karuszel hipermarket-lánc honlapja Archiválva 2020. április 19-i dátummal a Wayback Machine-ben (oroszul)